# 岡松參太郎

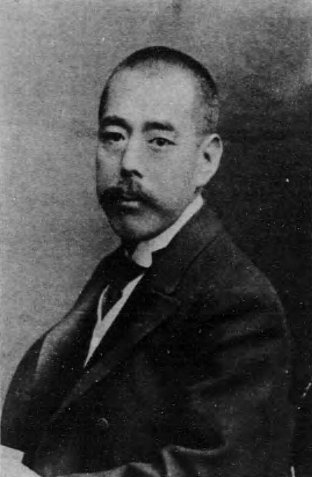
岡松參太郎

岡松參太郎（日语：〔〕／ Okamatsu Santaro、1871年9月23日—1921年12月15日）為日本法學者（専攻民法学）。京都帝國大學法科大学（現京都大學法學部）教授。 儒學者岡松甕谷的三男。

## 來歷
宮崎縣延岡市出身。就讀過東京府尋常中學（之後為東京府立第一中學校、第一高等學校。明治27年（1894年）帝國大學法科大學英法科畢業。畢業後就接著擔任助教授、明治29年（1896年）至32年（1899年）之間，到歐洲留學進行民法研究，得以有機會與民族法學者約瑟夫·科勒等人交流學習。。
明治32年（1899年）、就任京都帝國大學法科大學教授。之後、被後藤新平邀請加入後藤所擔任之臺灣總督府民政長官的後藤團隊，進入臺灣總督府臨時台灣舊慣調查會進行臺灣的舊法慣行調查；調查報告有《台灣私法》、《蕃族慣行研究》等報告，這些報告將成為臺灣基础设施發展的基礎。之後再進入後藤擔任總裁的滿鐵，明治40年（1907年）擔任京都帝大的理事（這時後藤反對文部省・京都帝大對他賦予超負荷重擔）。翌年獲頒日本学士院奖，之後兼任滿鐵東亞經濟調査局長，建立滿鐵調査部門的基礎。
大正2年（1913年）離任同時辭掉滿鐵的職務。大正6年（1917年）擔任拓殖調査會委員，大正10年（1921年）去世。同年出版的《台灣番族慣習研究》是晩年的岡松參照科勒及艾伯特·赫爾曼·博斯特（Albert Hermann Post）等人的學說彙編成台灣的比較法研究之論集。。

## 個人成就
- 由於向日本引入德國式的精確法律解釋；之後在日本的法學會，他成為民法學的先驅。
- 著作『法律行為論』、『無過失損害賠償責任論』、『註釈 民法理由』（全3巻）、『刑法の私法観』等。特別注重對『無過失責任論』的研究，也是這一領域的經典之作。

## 榮典
- 1903年（明治36年）12月26日 - 正六位[4]
- 1909年（明治42年）7月10日 - 正五位[5]

## 家族
兒子岡松成太郎擔任過商工省商工次官、弟井上匡四郎（岡松甕谷的四男）擔任過國務大臣。

## 外部連結
- 京都大学 歴代総長・教授・助教授履歴検索システム （页面存档备份，存于） （日語）